# جبل الطيال
جبل الطِّيَال، المعروف أيضًا باسم جبل عدية، هو جبل في سلسلة السروات يقع بالقرب من صنعاء، اليمن. يبلغ ارتفاع الجبل 3,491م (11,453 قدم)، وهي ثاني أعلى قمة في اليمن، بعد جبل النبي شعيب، وثاني أعلى قمة في شبه الجزيرة العربية. يقع الجبل في خولان في منتصف الطريق بين صنعاء وصرواح  إلى الشرق.

## روابط خارجية
- خولان بني جبر الطيال، يالشامخات السود (يوتيوب)
- جبل الطيال بني جبر خولان الطيال
- مقطع بالكيلو 3 في طريق جبل اللوز العارضة وادي بني سحام - خولان الطيال